# Hugo II van Saint-Pol
Hugo II van Saint-Pol (ca. 1070 - ca. 1118) uit het 'huis Champadavaine', was mogelijk een zoon van Hugo I van Saint-Pol en van Clementia.
Hij volgde in 1083 zijn overleden broer Gwijde I op als graaf van Saint-Pol. In 1096 nam hij met zijn zoon Ingelram, samen met Robert Curthose, deel aan de Eerste Kruistocht en onderscheidde zich bij de belegering van Antiochië. Hugo II verloor wel zijn zoon Ingelram in Palestina. Bij zijn terugkeer nam hij voor de graaf van Henegouwen de wapens op tegen Robrecht II van Vlaanderen en diens zoon Boudewijn Hapkin. In 1115 nam Boudewijn Hapkin het kasteel van Encre in om het aan zijn neef Karel de Goede te schenken. In 1117 werd het kasteel van Sint-Pols ingenomen.
Hij was (voor 1091) gehuwd met Helisende, dochter van Engelram II van Ponthieu en Adelheid van Normandië (1026-1090), en werd de vader van:
- Ingelram
- Hugo III